# Sonita (película)
Sonita es un documental suizo-germano sobre Sonita Alizadeh, una rapera y refugiada afgana. La película fue dirigida por Rokhsareh Ghaemmaghami y se estrenó en el Festival Internacional de Cine Documental de Ámsterdam en noviembre de 2015. Al año siguiente participó del Festival de Cine de Sundance, donde  ganó el gran premio del jurado al documental y el premio de audiencia.

## Argumento
Sonita, de 19 años, huyó de Afganistán a Irán sin sus padres y vive con su hermana en Teherán. Ella busca su sueño de convertirse en rapera y en sus textos, cuenta desde su historia de niña refugiada en otro país y busca concretizar a otros jóvenes. Su madre viaja a Teherán para llevarla de vuelta a Afganistán para casarla a cambio de 9,000 ofrecidos por el futuro esposo. Con la ayuda de la documentalista Rokhsareh Ghaemmaghami, Sonita filma un video musical en el que protesta contra su matrimonio forzado. El video es muy visto en YouTube, alcanzando el medio millón de visitas y logra atención internacional. Sonita logra escapar del matrimonio arreglado y con la ayuda de la organización Strongheart, recibe una visa para viajar a los Estados Unidos y una beca de la Academia Wasatch en Utah.